# Pierre Joseph Chardigny d'Aix
Pierre Joseph Chardigny (Ais de Provença, 1794 – 1866) va ser un escultor francès i dissenyador de medalles. El seu pare, Barthélémy-François Chardigny, era escultor. Va aprendre escultura de François Joseph Bosio.
Va dissenyar moltes escultures, algunes de les quals formen part de col·leccions permanents del Metropolitan Museum of Art, el Princeton University Art Museum, el Château de Pau, i el Musée Baró-Martin. Chardigny va suggerir el disseny d'una estàtua de 100 peus de William Shakespeare a Londres, on els visitants podrien entrar, però la proposta fou refusada i se'l va acusar de voler deshumanitzar l'escriptor.
Entre molts altres, va fer el Monument a Ferran VII instal·lat al Pla de Palau el 1831, i que tan sols va romandre-hi quatre anys, ja que va ser destruït en les revoltes populars del 1835.